# Robert Parge
Robert Parge (* 25. April 1997 in Zalău) ist ein rumänischer Sprinter, der sich auf den 400-Meter-Lauf spezialisiert hat.

## Sportliche Laufbahn
Erste internationale Erfahrungen sammelte Robert Parge im Jahr 2017, als er bei den U23-Europameisterschaften in Bydgoszcz mit 47,06 s im Halbfinale über 400 Meter ausschied und mit der rumänischen 4-mal-400-Meter-Staffel in 3:09,10 min den achten Platz belegte. Im Jahr darauf siegte er in 3:12,46 min mit der Staffel bei den Balkan-Hallenmeisterschaften in Istanbul und siegte auch im Einzelbewerb in 47,28 s. Bei den Meisterschaften im Freien in Stara Sagora gewann er in 46,44 s die Bronzemedaille über 400 Meter und sicherte sich mit der Staffel in 3:08,29 min die Silbermedaille. im August gelangte er bei den Europameisterschaften in Berlin bis in das Halbfinale und schied dort mit 46,07 s aus und verpasste mit der Staffel mit 3:10,08 min den Finaleinzug. 2019 wurde er bei den Balkan-Hallenmeisterschaften in Istanbul in 48,26 s Vierter und anschließend schied er bei den U23-Europameisterschaften in Gävle mit 47,80 s über 400 Meter sowie mit 3:09,24 min mit der Staffel jeweils in der Vorrunde aus. Daraufhin belegte er bei den Balkan-Meisterschaften in Prawez in 48,20 s den fünften Platz über 400 Meter und gewann mit der Staffel in 3:12,43 min erneut die Silbermedaille. 2020 gewann er bei den Balkan-Hallenmeisterschaften in Istanbul in 3:13,86 min die Bronzemedaille mit der Staffel und belegte im Einzelbewerb in 48,12 s den dritten Platz im B-Finale. 2021 klassierte er sich bei den Balkan-Hallenmeisterschaften in Istanbul in 47,50 s auf dem sechsten Platz, ehe er bei den Halleneuropameisterschaften in Toruń mit 48,35 s im Halbfinale ausschied. Im Sommer stellte er in Cluj-Napoca mit 45,59 s einen neuen Landesrekord über 400 m auf und löste damit Ionuț Vieru als Rekordhalter ab. Im Jahr darauf siegte er bei den Balkan-Hallenmeisterschaften in Istanbul mit neuem Landesrekord von 3:10,36 min im Staffelbewerb und verpasste anschließend bei den Hallenweltmeisterschaften in Belgrad mit 3:13,11 min den Finaleinzug. Im Juni belegte er bei den Balkan-Meisterschaften in Craiova in 46,36 s den vierten Platz.
2023 schied er bei den Halleneuropameisterschaften in Istanbul mit 49,67 s in der ersten Runde über 400 Meter aus. Im Juni wurde er bei der 2. Liga der Team-Europameisterschaft im Rahmen der Europaspiele in Chorzów in 3:14,83 min Zweiter in der Mixed-Staffel über 4-mal 400 Meter und anschließend gelangte er bei den Balkan-Meisterschaften in Kraljevo mit 47,43 s auf den elften Platz über 400 Meter. Daraufhin schied er bei den Spielen der Frankophonie in Kinshasa mit 48,55 s im Vorlauf aus. Im Jahr darauf gelangte er bei den Balkan-Hallenmeisterschaften in Istanbul mit 47,94 s auf den neunten Platz.
In den Jahren 2018 und 2019 wurde Parge rumänischer Meister im 400-Meter-Lauf im Freien sowie 2018, 2019 und 2021 auch in der Halle.

## Persönliche Bestzeiten
- 400 Meter: 45,59 s, 4. Juni 2021 in Cluj-Napoca
  - 400 Meter (Halle): 47,02 s, 27. Januar 2018 in Wien